# Club Sportif Sfaxien
Il Club Sportif Sfaxien, noto anche come Sfaxien, è una società calcistica tunisina di Sfax. Milita nella massima serie del campionato tunisino di calcio e disputa le partite in casa allo stadio Taïeb Mhiri di Sfax (9 000 posti).
Fondato nel 1928, il club ha vinto otto campionati tunisini, sette Coppe di Tunisia, una Coppa di Lega. In ambito internazionale vanta tre Coppe della Confederazione CAF, due Champions League arabe e una Coppa CAF.

## Storia
Il club fu fondato nel 1928 con il nome di Club Tunisien. La squadra iniziò a giocare in tenuta a strisce verdi e rosse. Fu promosso in massima serie nel 1947. 
Nel 1957 Béchir Fendri fondò il primo gruppo organizzato di tifosi del Club Tunisien, che nel 1962 cambiò nome in Club Sportif Sfaxien e adottò la divisa a strisce bianche e nere, in uso ancora oggi.
Nel 1978 il club celebrò il centenario vincendo il suo primo titolo nazionale, grazie anche ai nazionali tunisini Hamadi Agrebi, Mohamed Ali Akid e Mokhtar Dhouib.
Nel novembre 1998 il CSS vinse la Coppa CAF per la prima volta, battendo in finale i senegalesi dell'ASC Jeanne d'Arc, mentre due anni dopo si aggiudicò per la prima volta la Champions League araba, trofeo vinto nuovamente nel 2003-2004. 
Nel 2003 l'IFFHS inserì lo Sfaxien tra i primi cinque club africani del XX secolo.
Nel 2006 il club raggiunse per la prima volta l'atto conclusivo della CAF Champions League, ma fu sconfitto di misura dall'Al-Ahly nella doppia finale. 
Nel 2007 si aggiudicò la Coppa della Confederazione CAF, battendo i sudanesi dell'Al-Merrikh per 4-2 in trasferta e per 1-0 allo stadio Taïeb Mhiri. Nel novembre 2008 vinse nuovamente la coppa, prevalendo in finale sui connazionali dell'Étoile du Sahel grazie allo 0-0 interno e al 2-2 di Susa.
Nel 2009 vinse la coppa nazionale, mentre nel 2013 arrivò un nuovo successo nella Coppa della Confederazione CAF, nella doppia finale contro il TP Mazembe (vittoria per 2-0 in casa e sconfitta per 2-1 in trasferta).
Nel 2018-2019 e nel 2020-2021 vinse ancora la coppa nazionale.

## Rosa delle stagioni precedenti
- Club Sportif Sfaxien 2012-2013

## Palmarès

### Competizioni nazionali
- Campionato tunisino: 8

1968-1969, 1970-1971, 1977-1978, 1980-1981, 1982-1983, 1994-1995, 2004-2005, 2012-2013
- Coppa di Tunisia: 7

1970-1971, 1994-1995, 2003-2004, 2008-2009, 2018-2019, 2020-2021, 2021-2022
- Coupe de la Ligue Professionelle: 1

2002-2003

### Competizioni internazionali
- Coppa della Confederazione CAF: 3

2007, 2008, 2013
- Coppa CAF: 1

1998
- Champions League araba: 2

2000, 2003-2004
- Coppa delle Coppe nordafricana: 1

2009